# Aharon Gluska
Aharon Gluska (né en 1951 à Hadera) est un artiste contemporain israélien qui vit et travaille à New York. Il a étudié à l’institut des beaux-arts Avni de Tel Aviv et à l’Académie des beaux-arts de Paris.

## Style
Aharon Gluska est un artiste peintre, majoritairement abstrait. Ses œuvres sont issues d'un complexe processus de création. Il utilise par exemple de l'eau, des pigments, de l'encre, de l'aquarelle et du temps, ou encore des accumulations de couches de couleurs. Il traite souvent de thème relatif à la mémoire, le rapport à la nature, l'Holocauste.

## Expositions
Liste non exhaustive (expositions individuelles)
- Galerie Lazarew, Paris, France - 2017[4]
- Galerie Lazarew, Paris, France - 2015[5]
- Galerie Redtory, Guangzhou, China - 2014
- Galerie contemporaine Trierweiler, Weimar, Allemagne - 2013
- Galerie Total Art/Courtyard, Dubai, Émirats Arabes unis - 2012
- Galerie Rivera, West Hollywood, CA, USA - 2011
- Galerie Art Affairs, Amsterdam, Pays-Bas - 2010
- Florida Holocaust Museum, Tampa, FL, États-Unis - 2005
- Carole Rubenstein Associates – Contemporary Art, Philadelphie, PA, USA - 2004